# Cosmo Gordon Lang

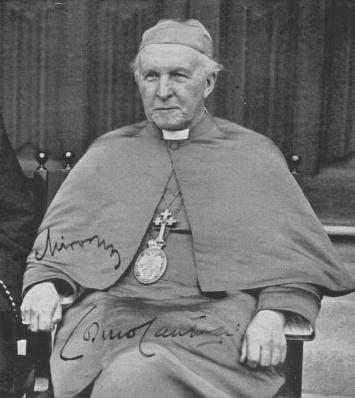
Erzbischof Lang

Cosmo Gordon Lang, 1. Baron Lang of Lambeth (* 31. Oktober 1864 in Fyvie, Aberdeenshire, Schottland; † 5. Dezember 1945 in London) war ein schottischer anglikanischer Geistlicher und von 1928 bis 1942 Erzbischof von Canterbury. Umstritten war seine Rolle bei der Abdankung Eduards VIII.

## Anfänge
Lang war Schotte wie sein Vorgänger als Erzbischof von Canterbury, Randall Davidson, und ursprünglich Presbyterianer. Er wurde im Pfarrhaus von Fyvie in Aberdeenshire als dritter Sohn des Pfarrers John Marshall Lang (1834–1909), Gemeindepfarrer der Church of Scotland, und seiner Frau, Hannah Agnes (1840–1921), Tochter von Pfarrer Peter Hay Keith aus Hamilton, geboren. Er studierte zunächst Jura an der University of Glasgow und am Balliol College in Oxford und plante eine Karriere als Anwalt und möglicherweise späterer progressiver konservativer Politiker. Aufgrund eines religiösen Berufungserlebnisses änderte er 1889 seine Pläne und trat in das Seminar Ripon College in Cuddesdon ein. 1891 wurde er zum anglikanischen Priester geweiht.
Langs Überzeugung war die einer anglo-katholischen, aber liberalen Kirche. Im Laufe seiner kirchlichen Karriere förderte er allmählich den „katholischen“ Trend in der Church of England in der Nachfolge der so genannten „Normalisierung“. Er war der erste Erzbischof seit der Reformation, der eine Mitra trug, die zuvor als ein „katholisches“ Symbol angesehen wurde, obwohl alle Bischöfe der Kirche von England sie als Teil ihres Wappens führten.
In seinen ersten Jahren arbeitete er in Armenvierteln, lebte unter erschwerten Bedingungen in einem halb verfallenen Gebäude. 1901 wurde er Suffraganbischof von Stepney in London und schon im Alter von 43 Jahren 1908 zum Erzbischof von York ernannt.

## Erzbischof von York
Lang begann sich als Erzbischof von York als „Kirchenfürst“ zu verhalten. Es wurde über ihn sehr unfreundlich erzählt: „Er konnte zwischen dem Heiligen Franz von Assisi und Kardinal Wolsey wählen, und er wählte Kardinal Wolsey“. Diejenigen, die ihn persönlich kannten, waren aber mehr durch seine Güte und seine klugen Entscheidung beeindruckt.
Im Ersten Weltkrieg kritisierte Lang die Exzesse der britischen Propaganda gegen Deutschland. Er forderte unter anderem, das gemeinsame Niederknien von Kaiser Wilhelm II. und Eduard VII. an der Bahre von Königin Victoria einige Jahre zuvor in „heiliger Erinnerung“ zu behalten. Als Ergebnis seiner Kritik wurde Lang ein Ziel öffentlicher Beleidigungen und Hetzkampagnen, die bei ihm offenbar einen Schock auslösten, deren sichtbare Auswirkung ein akuter Haarausfall war, die aus einem jungen dunkelhaarigen Mann einen alten, fast kahlköpfigen Mann mit weißem Rest-Haar machte, sodass auch Freunde ihn nicht erkannten. Im Unterschied zu seinem öffentlichen Auftreten war Lang eher ein Mann mit wenig Selbstvertrauen.
1923 wurde er mit der Royal Victorian Chain ausgezeichnet.

## Erzbischof von Canterbury
1928 trat Randall Davidson als Erzbischof von Canterbury in den Ruhestand und Lang wurde sein Nachfolger. Der Rücktritt Davidsons in den Ruhestand stand zwar nicht im Zusammenhang mit der Ablehnung des vorgeschlagenen neuen Gebetbuches durch das Parlament, aber Lang sah sich sofort mit der Frage konfrontiert, ob dieses Problem durch Wiedervorlage beim Parlament zu lösen sei. Er suchte einen Kompromiss, indem das neue Buch lediglich in einer inoffiziellen Version veröffentlicht wurde.
Bei seinem Amtsantritt als Repräsentant der Anglikanischen Kirche war Lang bereits geschwächt. Er war immer noch ein hervorragender Prediger, aber seine Energie nahm rapide ab. Seine Erscheinung wurde nun als „stolz, pompös und prälatenhaft“ gesehen. Bald nach seiner Ernennung wurde er schwer krank, eine weitere Schwächung seiner Energie und Wirkung.
Lang war dennoch in den Kirchen und den öffentlichen Angelegenheiten in den 1930er Jahren präsent. Als Erzbischof von Canterbury war er Vorsitzender der Lambeth-Konferenz von 1930. Diese Konferenz ist vor allem für ihre Erklärung über Fragen der Verhütung bekannt. Zuvor vertrat die Anglikanische Kirche im Wesentlichen die gleichen Positionen wie die römisch-katholische Kirche; sie war gegen jede künstliche Empfängnisverhütung. Doch in der Erklärung von 1930 wurde vereinbart, dass die Empfängnisverhütung unter bestimmten Umständen gerechtfertigt sei. Erzbischof Lang scheint keine eigene Meinung zu dem Thema gehabt zu haben; ihm war offenbar vor allem an einer Erreichung eines gemeinsamen Ergebnisses gelegen.
1936 blieb er bei der Neufassung des englischen Scheidungsrechts neutral, indem er die Auffassung vertrat, dass, obwohl es die Kirche insgesamt missbilligte, eine einfache Scheidung akzeptiert werde, wenn sie politisch wünschenswert sei.
Lang stand politisch Stanley Baldwin und auch Neville Chamberlain nahe, dessen Friedens- beziehungsweise Kompromisspolitik gegenüber Hitler-Deutschland er öffentlich vertrat.
1937 wurde ein Ausschuss unter seiner Leitung und der des Erzbischofs von York gebildet, welcher „spirituelle Medien“ untersuchte. 1939 wurden die Beratungen abgeschlossen, aber nicht veröffentlicht und durch die Bischofskonferenz der Church of England ad acta gelegt.

### Abdankung Edwards VIII.
1936 dankte Edward VIII. ab, um eine geschiedene Frau heiraten zu können, was ihm als Oberhaupt der anglikanischen Kirche nicht möglich gewesen wäre. In der Öffentlichkeit ging man allgemein davon aus, dass Lang eine führende Rolle bei der erzwungenen Abdankung des Königs gehabt habe. Der König und Premierminister Baldwin kannten seine Ansichten. Lang hatte in einer Filmaufnahme öffentlich erklärt, dass er schwerste Zweifel an der Heiligkeit einer Ehe zwischen dem Monarchen und Wallis Simpson habe, was andeutete, dass eine Abdankung in Frage käme. Auch nach der Abdankung sprach Lang in einer Radiosendung über dieses Thema, was allgemein als eine Verurteilung des ehemaligen Königs empfunden wurde. Dies hat wahrscheinlich dazu beigetragen, die Meinung der Öffentlichkeit zu festigen, dass er eine zentrale Figur bei der Abdankung spielte. Ereignisse wie diese trugen dazu bei, dass sich ein eher negativer Ruf Langs festigen konnte.
Wie die Forschungen von Robert Beaken gezeigt haben, wurde die Rolle Langs bei der Abdankung Edwards VIII. eher unter- als überschätzt und er spielte tatsächlich die zentrale Rolle, die ihm die Öffentlichkeit zugeschrieben hatte. Entscheidend war der handschriftliche Brief (handschriftlich, damit keiner der Sekretäre etwas davon mitbekam) Langs vom 13. November 1936 an Premierminister Baldwin, in dem Lang schrieb, der König sei geisteskrank und könne deshalb nicht gekrönt werden. Anhaltspunkte dafür gab es keine, aber Beaken arbeitet heraus, dass Lang verärgert war darüber, dass Edward VIII. ihn nicht wie sein Vorgänger Georg V. in die Politik einbezog.
Seine historische Rolle wird heute differenzierter gesehen. Jüngste Forschungen haben seine Unterstützung von Flüchtlingen nachgewiesen. Er stand hinter George Kennedy Allen Bell, welcher den NS-kritischen Klerus in Deutschland unterstützte. Später sprach er sich mehrmals gegen die britische Flächenbombardierung deutscher Städte und Zivilbevölkerung aus.

## Späte Jahre
Lang verkündete seinen Rücktritt am 21. Januar 1942, um den Weg für William Temple freizumachen. Am 2. April 1942 wurde Lang als Baron Lang of Lambeth, of Lambeth in the County of Surrey, in den erblichen Adelsstand erhoben und erhielt einen Sitz im House of Lords. Langs Nachfolger Temple war von einer starken christlichen Soziallehre geprägt und seine Stellungnahme sowohl in der Kirche als in der Öffentlichkeit ließen große Veränderungen in der Nachkriegszeit erwarten. Es schien, Temples Stunde sei gekommen. Allerdings starb Temple bereits 1944. Lang blieb weiterhin im Oberhaus aktiv. Lang starb plötzlich am 5. Dezember 1945 auf dem Weg zum Natural History Museum an einem Herzinfarkt. Am 10. Dezember 1945 fand in der Westminster Abbey die Trauerfeier statt; gleichzeitig wurde in der Kathedrale von Canterbury ein Requiem gesungen. Nach der Einäscherung wurde seine Urne am 11. Dezember 1945 in der St. Stephans-Kapelle im nordöstlichen Querschiff der Kathedrale von Canterbury beigesetzt.

## Erinnerung
Cosmo Lang taufte 1926, als er Erzbischof von York war, Prinzessin Elizabeth, die spätere Königin Elisabeth II. und krönte 1937 als Erzbischof von Canterbury ihren Vater Georg VI. und ihre Mutter Elisabeth in der Westminster Abbey.
Lang galt durchgängig als ein Mann großer Gesten. Im Unterschied zu seinem stolzen und hochmütigen Auftreten in der Öffentlichkeit war er privat von Schuldgefühlen und dem Gefühl des ewigen Scheiterns bestimmt. Er war nie verheiratet. Es wurde gemutmaßt, dass Lang homosexuell veranlagt gewesen sei.